# 더 허니문
《승리호》는 2019년에 공개한 미국의 공포 SF 스릴러 영화이다.

## 캐스팅

### 주연
- 짐 슈빈 : 톰 역
- 클로이 캐롤 : 이브 역

### 조연
- 프랑소와 초 : 더 디렉터 역
- 타라 웨스트우드 : 더 핸들러 역
- 이온 버틀러 : 더 터미널 역